# Cícero Sandroni
Cícero Augusto Ribeiro Sandroni (* 26. Februar 1935 in São Paulo; † 17. Juni 2025 in Rio de Janeiro) war ein brasilianischer Journalist. Er war Schriftsteller und war von 2007 bis 2009 Präsident der Brasilianischen Akademie für Literatur.

## Leben
1946 zogen Cícero Sandronis Eltern mit ihm von São Paulo nach Rio de Janeiro, wo er später Journalismus studierte. Ab 1954 Redakteur verschiedener Journale, spezialisierte er sich ab 1958 bei O Globo und dann Diário de Notícias auf politischen Journalismus. 1959 erschien seine Übersetzung von F. Fraser Bond’s Einführung in den Journalismus.
1961 wurde er auf Einladung des Bürgermeisters von Brasília, Paulo de Tarso Santos Pressesprecher der Verwaltung des Bundesdistriktes der Hauptstadt Brasilia, und übernahm während der Regierung João Goulart Verwaltungsaufgaben für den Minister Franco Montoro und die Regierung. Durch den Putsch des brasilianischen Militärs im Jahre 1964 verlor er seine politischen Ämter, konnte seine journalistische Arbeit jedoch weiterführen. Er begann zusammen mit Pedro Penner verlegerische Projekte im Bereich lateinamerikanischer Literatur und des Nouveau Roman. 1965 widerstand er Einflussversuchen der Diktatur auf seine journalistische Arbeit und war Mitgründer und brasilianischer Vertreter der internationalen Nachrichtenagentur Interpress Service (IPS). Er arbeitete weiterhin für verschiedene Journale, besonders das Jornal do Brasil und das Jornal do Commercio und war verlegerisch tätig.
2011 war Sandroni Gast des Lateinamerika-Instituts der Freien Universität Berlin mit dem Vortrag „Machado de Assis: Literatur, Journalismus und die brasilianische Akademie der Literatur“ („Machado de Assis: literatura, jornalismo e a Academia Brasileira de Letras“).
Cícero Sandroni war verheiratet mit der Tochter des Schriftstellers und Menschenrechtlers Austregésilo de Athayde Laura Constância Austregésilo de Athayde Sandroni, mit der er fünf Kinder hatte.

## Ehrungen
Cícero Sandroni wurde am 13. Dezember 2003 in die Academia Brasileira de Letras, die brasilianische Akademie der Literatur in Rio de Janeiro aufgenommen. Er war in Nachfolge von Raimundo Faoro der sechste Inhaber des nach Casimiro de Abreu benannten Sitzes Nummer 6. Von 2007 bis 2009 war Cícero Sandroni der 48. Präsident der Academia Brasileira de Letras.
1974 gewann Sandroni den Esso-Preis für Journalismus, den Prêmio Esso.

## Werke
- O Diabo só Chega ao Meio-dia. Contos. Ed. Nova Fronteira, 1985.
- O Vidro no Brasil. Ensaio histórico. Ed. Objetiva, 1989.
- Austregésilo de Athayde, o Século de um Liberal. Ed. Agir, Rio de Janeiro 1998, ISBN 85-220-0504-4. Zusammen mit Laura Constância Austregésilo de Athayde Sandroni.
- Cosme Velho. Ensaio literário sobre o bairro do Cosme Velho (Rio de Janeiro). Ed. Relume Dumará, 1999.
- 50 anos de O Dia. História do jornal, 2002.
- O peixe de Amarna. Romance. Record, 2003.
- Carlos Heitor Cony, da coleção Perfis do Rio. Relume Dumará, 2003.
- De Pedro I a Lula - História do Jornal do Commercio. Quorum, 2007.

Übersetzungen
- Frank Fraser Bond: Introdução ao Jornalismo. Editora Agir, Rio de Janeiro 1959. (Originalausgabe: An Introduction to Journalism. A survey of the fourth estate in all. 1954).
- Philippa Pearce: O jardim da meia-noite. Editora Moderna, São Paulo 1998. (Originalausgabe: Tom's Midnight Garden. 1958. Deutsche Ausgabe: 1999).